# Acanthocope armata
Acanthocope armata is een pissebed uit de familie Munnopsidae. De wetenschappelijke naam van de soort is voor het eerst geldig gepubliceerd in 1972 door Chardy.